# Setodes obscurus
Setodes obscurus là một loài Trichoptera trong họ Leptoceridae. Chúng phân bố ở miền Cổ bắc.